# Norfolk Glacier
Norfolk Glacier är en glaciär i Antarktis. Den ligger i Västantarktis. Inget land gör anspråk på området. Norfolk Glacier ligger 1 554 meter över havet.
Terrängen runt Norfolk Glacier är varierad, och sluttar västerut. Trakten är obefolkad. Det finns inga samhällen i närheten. 